# Gardenia magnifica
Gardenia magnifica là một loài thực vật có hoa trong họ Thiến thảo. Loài này được Geddes mô tả khoa học đầu tiên năm 1928.